# تاریخ پزشکی

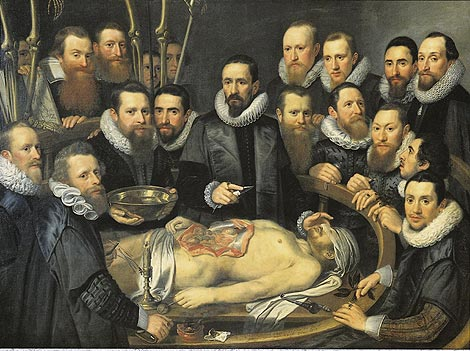
درس آناتومی

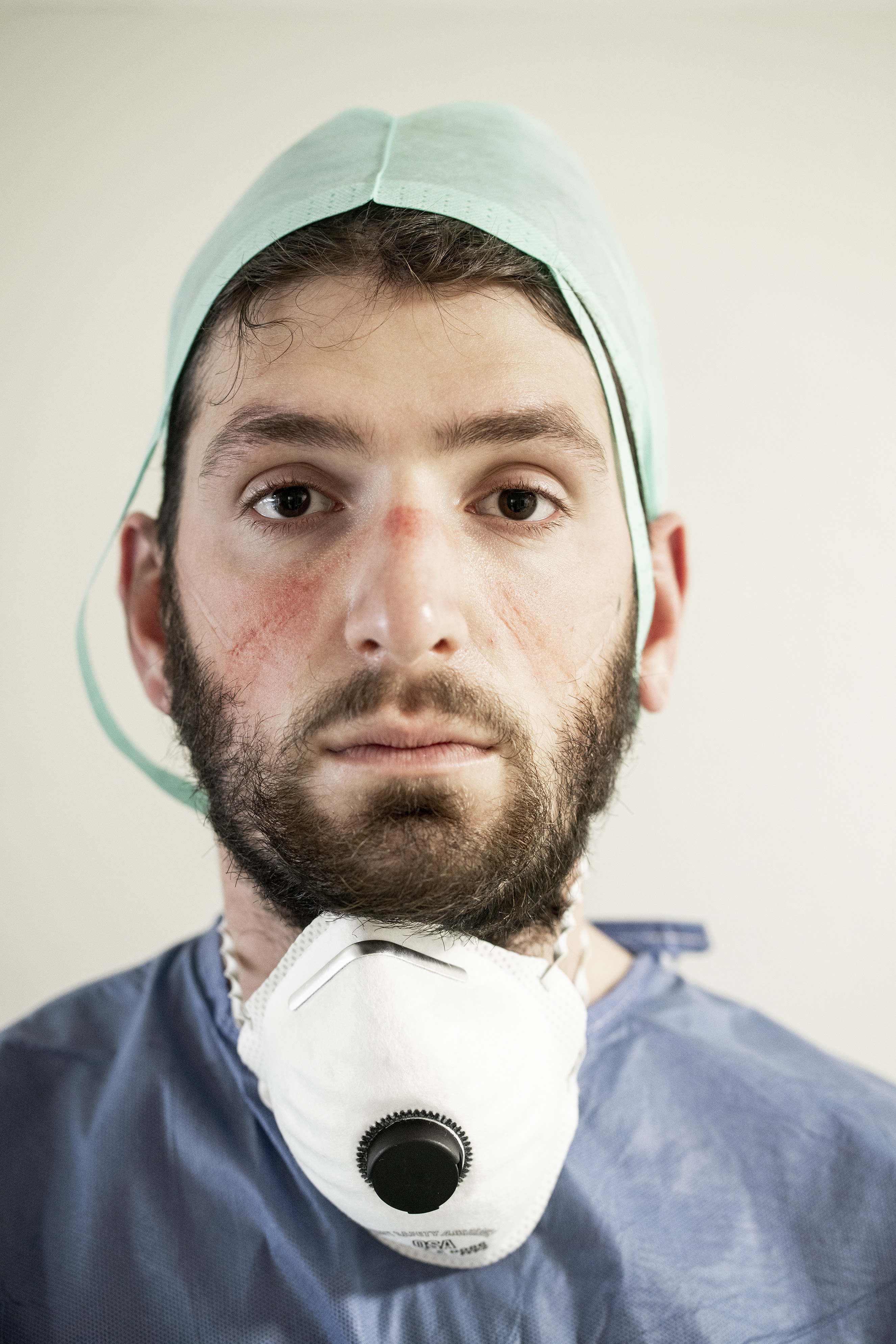
پزشک متخصص بیهوشی بیمارستان سان سالواتوره در پزارو، ایتالیا در دوران دنیاگیری کروناویروس، سال ۲۰۲۰

همه اقوام بشری از ابتدایی‌ترین دوران خود، عقاید پزشکی خاصی درباره تولد و مرگ و بیماری داشته‌اند؛ به طوری‌که بیماری را ناشی از اراده خدا، قدرت جادوگران یا سایر منابع ماوراءالطبیعه می‌دانستند و به همین دلیل، درمان را از آن دیدگاه دنبال می‌کردند؛ برخی از این عقاید تا دوران معاصر در غالب ایمان‌درمانی و طلب شفا از مقبره‌های دینی باقی مانده‌است؛ گرچه پیشرفت دانش پزشکی در هزاره اخیر، بسیاری از این روش‌ها را ضعیف کرده‌است.

## پزشکی در دوران ماقبل تاریخ
نوشتار اصلی پزشکی ماقبل تاریخ
با اینکه پیشینه ثبت‌شده‌ای از گیاهانی که برای مقاصد دارویی استفاده می‌شدند وجود ندارد، شواهدی نشان می‌دهد که بشر نخستین پس از نسل‌ها آزمون و خطا به خواص دارویی برخی گیاهان پی برد.

## پزشکی بابل
استقرار تقویم و اختراع نوشتن علامت آغاز تاریخ ثبت شده‌است. دانسته‌های ما از دانش اولیه، متشکل از قرص‌های خاک رس منقوشِ به خط میخی و مُهرهایی است که توسط پزشکان میان‌رودان (بین‌النهرین) باستان مورد استفاده قرار می‌گرفته‌است. در موزه لوور، ستون سنگی‌ای وجود دارد که قوانین حمورابی، پادشاه بابل در قرن ۱۸ پیش از میلاد را نشان می‌دهد؛ این قانون، شامل قوانین سختی درباره پزشکی است؛ برای مثال، اگر پزشک در هنگام بازکردن آبسه، بیمار را کشت، دست او قطع خواهد شد؛ اما اگر بیمار کشته‌شده، بَرده بود، پزشک، فقط موظف است که برده دیگری را جایگزینش کند.
هرودوت تاریخ‌نگار یونانی، درباره بابل نوشته که هر بابلی یک پزشک آماتور بود؛ زیرا رسم بود که بیمار را در خیابان قرار دهند و هر عابری ممکن بود مشاوره پزشکی ارائه دهد. غیب‌گویی با بررسی کبد حیوان قربانی‌شده، به‌طور گسترده‌ای اِعمال می‌شد تا دوره بیماری را مشخص کنند.

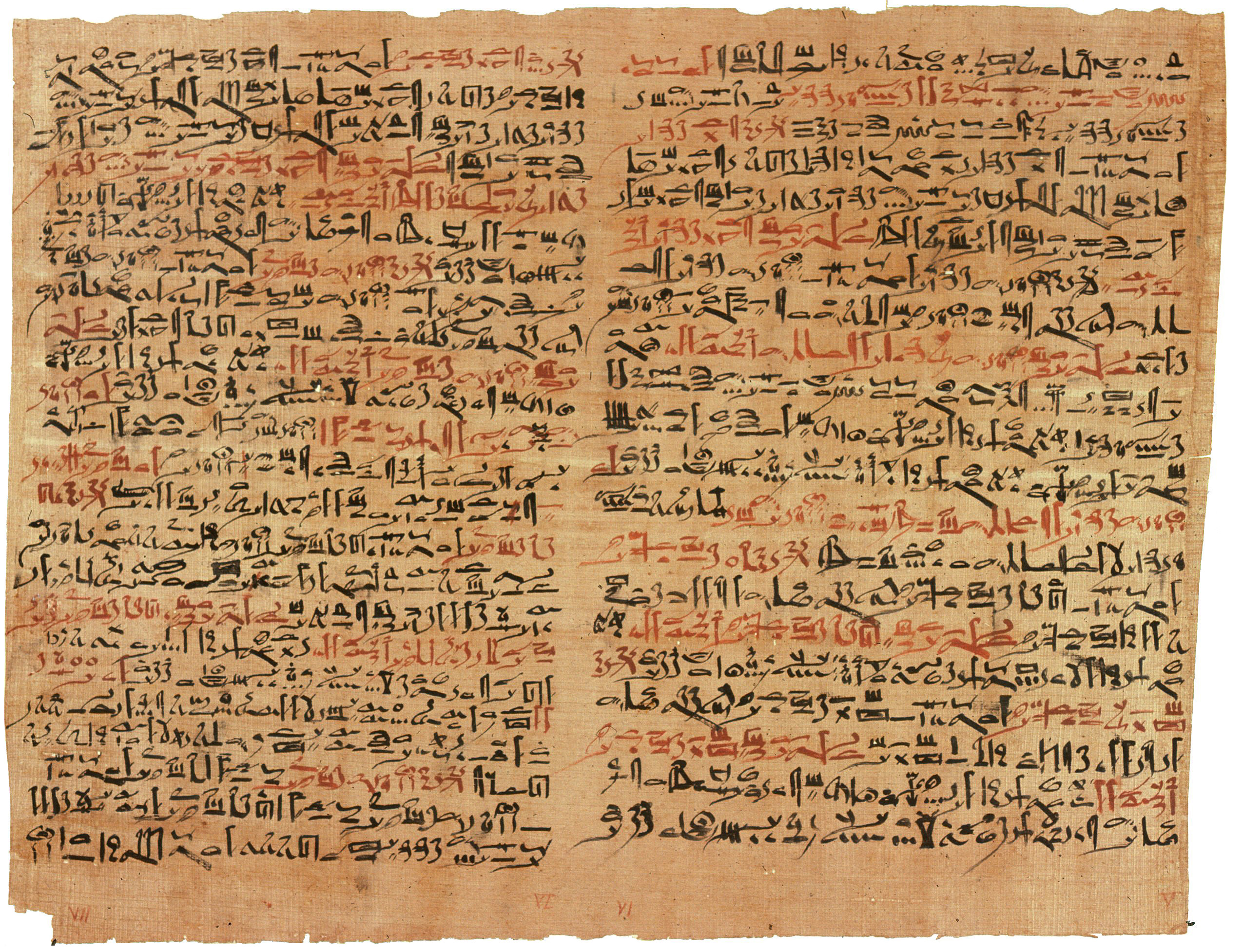
پاپیروس ادوین اسمیت که شامل روش‌های تشخیص و درمان جراحات است

## پزشکی مصر باستان
درباره دانش پزشکی مصر باستان، تصویر روشن‌تری وجود دارد. نخستین پزشک ایمهوتپ( Imhotep) است؛ وزیر پادشاه جوزر در هزاره سوم پیش از میلاد، طراح یکی از قدیمیترین هرم‌ها (هرم Ṣaqqārah) است که بعدها به عنوان خدای پزشکی مصر و هم‌رده با خدای یونانی آسکلپیوس یاد شده‌است. از مطالعه پاپیروس‌های مصری دانش قوی‌تری به دست آمده‌است به خصوص پاپیروس‌های Ebers ادوین اسمیت که در قرن ۱۹ کشف شدند؛ اولی فهرستی از راه‌های جبران بلا، با جادوهای مناسب یا وردخوانی است؛ دومی رساله‌های جراحی در درمان زخم‌ها و صدمات دیگر است.
برخلاف آنچه که ممکن است انتظار رود، عمل گسترده از تخلیه بدن مرده در مصر، منجر به انجام مطالعه آناتومی انسان نشد؛ اما مومیایی‌های حفظ‌شده نشان دادند که صاحب آن‌ها در زمان زندگی از چه بیماری‌هایی، همچون: ورم مفاصل، سل، نقرس، فساد و پوسیدگی دندان، سنگ مثانه و سنگ صفرا... رنج می‌برده است. شواهدی از شیستوزومیازیس-که یک بیماری انگلی است و هنوز یک معضل پزشکی است-یافت شده‌است؛ در این میان، شواهدی دال بر سفلیس یا نرمی استخوان در آن دوران یافت نشده‌است.
جست‌وجو برای اطلاعات مربوط به طب کهن، طبیعتاً منجر به راهنمایی ما از پاپیروس‌های مصری به ادبیات عبری می‌شود؛ اگرچه کتاب مقدس، شامل اطلاعات کمی در شیوه‌های درمانی از عهد عتیق است؛ ولی سرشار از اطلاعاتی درباره بهداشت شخصی و اجتماعی است.

## پزشکی ایران باستان

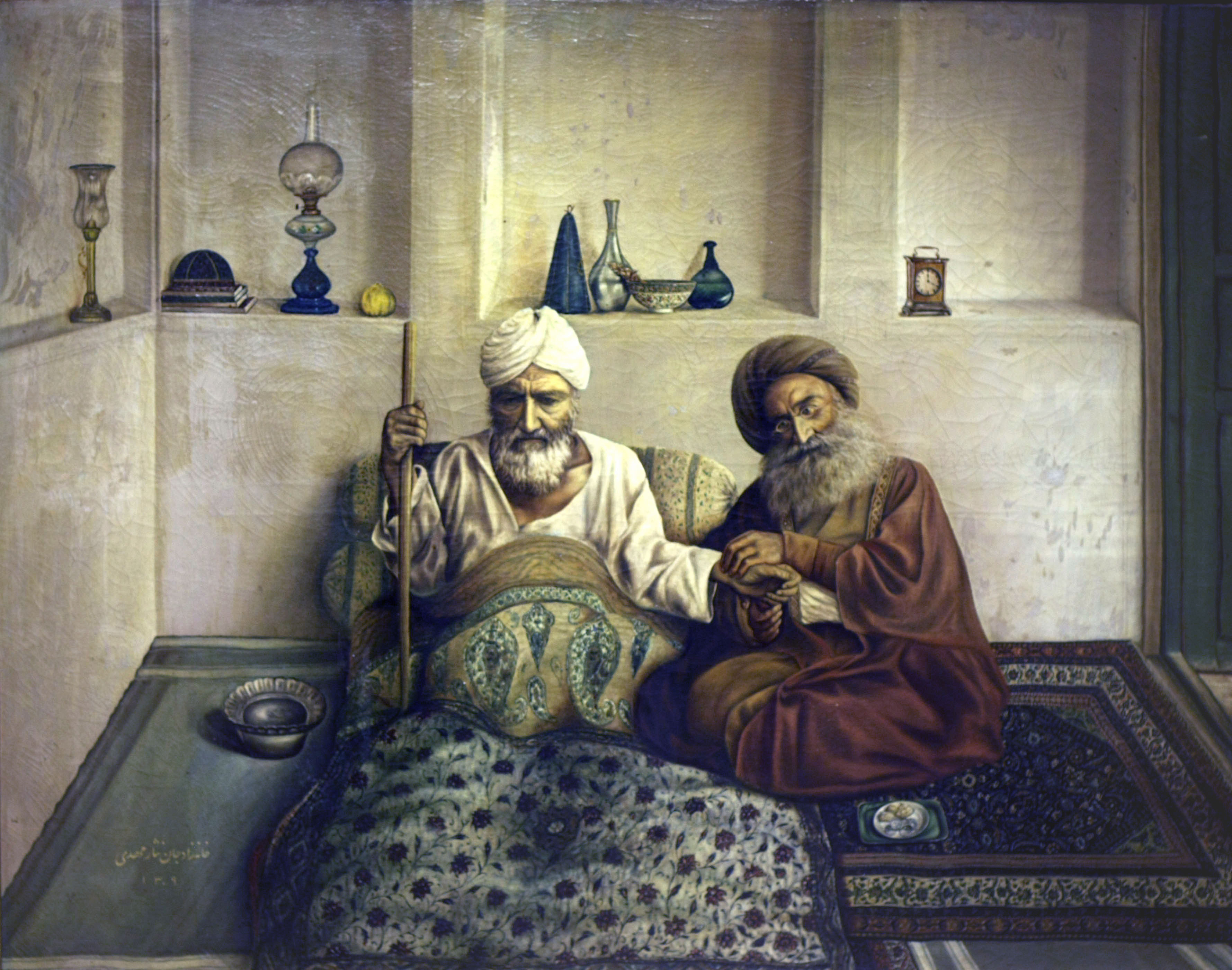
اثر مصورالملک در سال ۱۲۷۰ شمسی

در کتاب مقدس اوستا شاخه‌های از علم پزشکی ایران ذکر شده‌است و در اوستا از واژه (وی ماد معادل کنونی واژه مدیکال در زبان انگلیسی) استفاده شده‌است لازم است ذکر شود که واژه مدیکال در زبان انگلیسی کنونی به معنای پزشکی است
تمرین و مطالعه پزشکی در ایران، دارای سابقه طولانی و پرکاری است. موقعیت ایران در تقاطع شرق و غرب، آن را در قلب تحولات در هر دو پزشکی یونان باستان و هند قرار داده‌است؛ بسیاری از پیشرفت‌ها توسط ایرانیان در هر دو دورانِ قبل و بعد از حمله اعراب و ورود اسلام به این دانش اضافه شد.
نخستین نسل از پزشکان پارسی در دانشگاه جندی‌شاپور آموزش دیده بودند که گفته می‌شود نخستین بیمارستان آموزشی بود که ساخته شده‌است؛ برای مثال، رازی نخستین پزشکی است که از مصرف الکل به‌طور منظم در حرفه خود استفاده کرد.
کتاب جامع پزشکی (الحاوی) به دست رازی، پزشک و شیمی‌دان بزرگ ایرانی نوشته شده است؛ او در این کتاب به ثبت بیماری‌ها و نیز روش‌های درمانی به‌کاربرده‌شده پرداخته‌است. همچنین کتاب رازی در معرفی دو بیماری سرخک و آبله در اروپا بسیار اثرگذار بود.
ابن سینا فیلسوف مشائی و پزشک بزرگ، چهره پزشکی اثرگذار دیگر ایران است که کتاب قانون در طب او را برخی، معروف‌ترین کتاب در تاریخ طب در نظر گرفته‌اند. این کتاب، متن استاندارد درسی پزشکی در سراسر اروپا تا عصر روشنگری بود.

### پنج رشته پزشکی در ایران باستان
۱-آشو پزشک (آشو بئشزو)؛ که از واژهٔ آشو به معنی پاک گرفته شده‌است و برابر با دانش بهداشت است؛ یعنی با رعایت پاکی و پاکیزگی، بیماران را درمان کرده و از پیدایش بیماری‌ها پیشگیری می‌کرده‌اند.
۲-دادپزشک (داتو بئشزو)؛ که از واژه داتو به معنای عدل و داد گرفته شده‌است و برابر با پزشکی قانونی است؛ در این رشته، با قوانین و دستورهای ویژه‌ای سروکار داشته‌اند.
۳-کاردپزشک (کارتو بئشزو)؛ که از واژه کارتو به معنی کارد گرفته شده‌است و برابر با جراح است.
۴-ارور پزشک (اورورو بئشزو)؛ که از واژه ارور به معنی گیاه گرفته شده‌است و برابر با پزشک داروساز است؛ این گروه از پزشکان با داروهای گیاهی سر و کار داشته و آن‌ها را می‌شناخته‌اند و برای درمان به بیماران تجویز می‌کرده‌اند.
۵-مانتره پزشک (مانترو بئشزو)؛ که از واژه مانتره به معنی سخن مقدس و آسمانی گرفته شده‌است و به نوعی برابر با روان‌پزشک است. این گروه با خواندن آیات کتاب دینی و ذکر و دعا، بیماران را درمان می‌کردند.

### حق ویزیت در ایران باستان
دستمزد پزشک به طبقه اجتماعی بیمار، بستگی داشت و مردم، حق درمان را بر اساس توانایی مالی‌شان می‌پرداختند. حق درمان پادشاه و خانواده سلطنتی، یک درشکه چهاراَسبه، رؤسای لشکری، استاندار و فرمانداران، یک درشکه یک‌اسبه، بازرگانان، یک شتر، کشاورزان، یک گوسفند یا معادلش سکه‌های رایج و مردم تنگدست نیز رایگان درمان می‌شدند. موبدان، تنها با دعا کردن و برکت معنوی به پزشک، دستمزد می‌دادند! رئیس خانواده، قبیله، ده یا فرمانده استان، به ترتیب، یک خر، یک اسب، یک شتر یا چهار اسب به‌عنوان دستمزد به پزشک می‌پرداختند؛ بیماران زن نیز چهارپای ماده را به‌عنوان دستمزد می‌پرداختند.

### قوانین پزشکی در ایران باستان
در ایران تشکیلات منطقی وجود داشت و پزشکان از قانون‌های یکسانی پیروی می‌کردند. وزیر بهداشت و درمان، «دروستبد» نام داشت و به کسانی هم که آمار پزشکی می‌گرفتند یا در تاریخچه بیماری‌ها پژوهش می‌کردند «آتروان» می‌گفتند. پزشکان باید هنگام کار با پارچه‌ای تمیز، جلو دهان و بینی خود را می‌بستند که به آن «پنام» می‌گفتند. رعایت بهداشت آب، خاک و هوای محصولات کشاورزی و از بین بردن همه آلودگی‌هایی که می‌توانستند سبب بیماری شوند، بر عهده حکم‌رانان بود.
یک پزشک باید نیک‌آموخته و در فن خود، مهارت کامل داشته باشد، از ویژگی داروها کاملاً آگاه باشد و پیوسته در پی کامل کردن دانش خود باشد، به شکایت بیمار گوش کند و در تشخیص بیماری‌ها استاد باشد. همچنین پزشک باید شیرین زبان، نجیب، صبور، قانع، فروتن و قابل اعتماد باشد. محل زندگی، وضع لباس و خوراک پزشکان باید خوب، کافی و تمیز باشد. هر یک دارای یک اسب تندرو باشند تا در هنگام خطر به کمک بیمار بشتابند. پزشک باید به مقدار زیاد دارو و وسایل همراه خود داشته باشد.

## پزشکی روم و یونان باستان

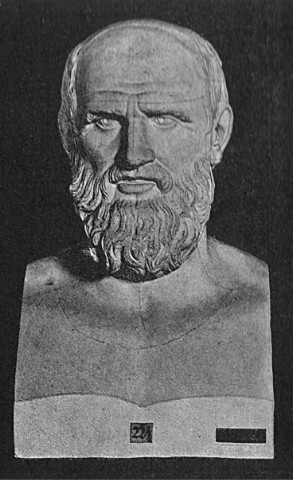
پزشکی روم و یونان باستان

پزشکی در یونان باستان تحت تأثیر سنت‌های پزشکی بابلی‌ها و مصری‌ها ایجاد شده‌است. یونانیان باستان توانستند به یک نوع روش درمانی پزشکی دست یابند که باعث بازگرداندن توازن مزاج در داخل بدن بود. چهره بزرگ در طب یونان باستان بقراط بود که او را پدر طب مدرن می‌دانند. کورپس بقراطی مجموعه‌ای از حدود هفتاد اثر از کارهای اولیه پزشکی یونان باستان است که به شدت تحت تأثیر بقراط و شاگردانش است. سوگند بقراط برای پزشکان یکی از معروف‌ترین باقیمانده‌های آن دوران است که هنوز هم به‌کار می‌رود.
در ۷ ژانویه ۲۰۱۳ تعدادی قرص روی-که به صورت قابل توجهی تحت محافظت قرار داده شده بود-کشف شد؛ این قرص‌ها در یک کشتی متروک و ویران‌شده رومی به قدمت حدود ۲۰۰۰ سال پیدا شد؛ این اکتشاف، اسرار جدیدی از پزشکی در روم باستان را به پژوهشگران تاریخ علم پزشکی تقدیم کرد.